# Carcelén
Carcelén és un municipi de la província d'Albacete, que es troba a 56 km de la capital de la província. El 2006 tenia 639 habitants. Inclou la pedania de Casas de Juan Gil.